# Tysiąc talarów
Tysiąc talarów – polski film komediowy z 1959 roku w reżyserii Stanisława Wohla. 

## Fabuła
Akcja filmu toczy się w roku 1959 - sto lat po zakładzie zawartym przez dwóch kupców - Hipolita Wydecha i Augusta Drapkę. Zadaniem potomka drugiego z nich (Marka Drapki) jest dotarcie w ciągu trzech dni w stroju kąpielowym z Chęcin do Krakowa. W przeciwnym przypadku stawka - tytułowe tysiąc talarów - ma przypaść w udziale Katarzynie Wydech.

## Obsada
- Olga Bielska jako Izabella Szelest, primadonna
- Barbara Kwiatkowska jako Kasia Wydech
- Irena Kwiatkowska jako ciotka Kasi
- Edward Dziewoński jako Hilary Melasa
- Aleksander Dzwonkowski jako Hipolit Wydech
- Bronisław Pawlik jako Marek Drapka, narzeczony Izabelli Szelest

## Produkcja
Zdjęcia plenerowe kręcono w wiosce Podzamcze Chęcińskie k. Kielc oraz w Warszawie.